# Jakubčovice
Jakubčovice (německy Jogsdorf) je vesnice s asi 550 obyvateli, která je součástí města Hradec nad Moravicí. Nachází se 3 km severně od obce Skřipov a 4 km západně od obce Hlubočec. Leží v nadmořské výšce 480 až 520 m n. m. v pohoří Vítkovská vrchovina v Horním Slezsku.

## Historie
První písemná zmínka pochází z roku 1377.

## Pamětihodnosti
- V okolí obce pozůstatky šancí[4] z 80. let 18. století chránící cestu mezi Opavskem a Moravou.
- V okolí pozůstatky po nedostavěné železniční trati mezi Hradcem nad Moravicí a Fulnekem
- Dřevěná rozhledna Šance nacházející se na severozápadním okraji vesnice.
- Lípa v Jakubčovicích - památná lípa malolistá rostoucí u silnice.